# اسكيبازار
اسكيبازار هي مدينة ومنطقة تابعة لمحافظة قره بوك في منطقة البحر الأسود في تركيا. حسب تعداد عام 2000 يبلغ عدد سكانها 16365 نسمة، وتبلغ مساحتها حوالي 740 كـم2 (286 ميل2)، وتقع على ارتفاع 902 م (2,959 قدم).

## معرض الصور

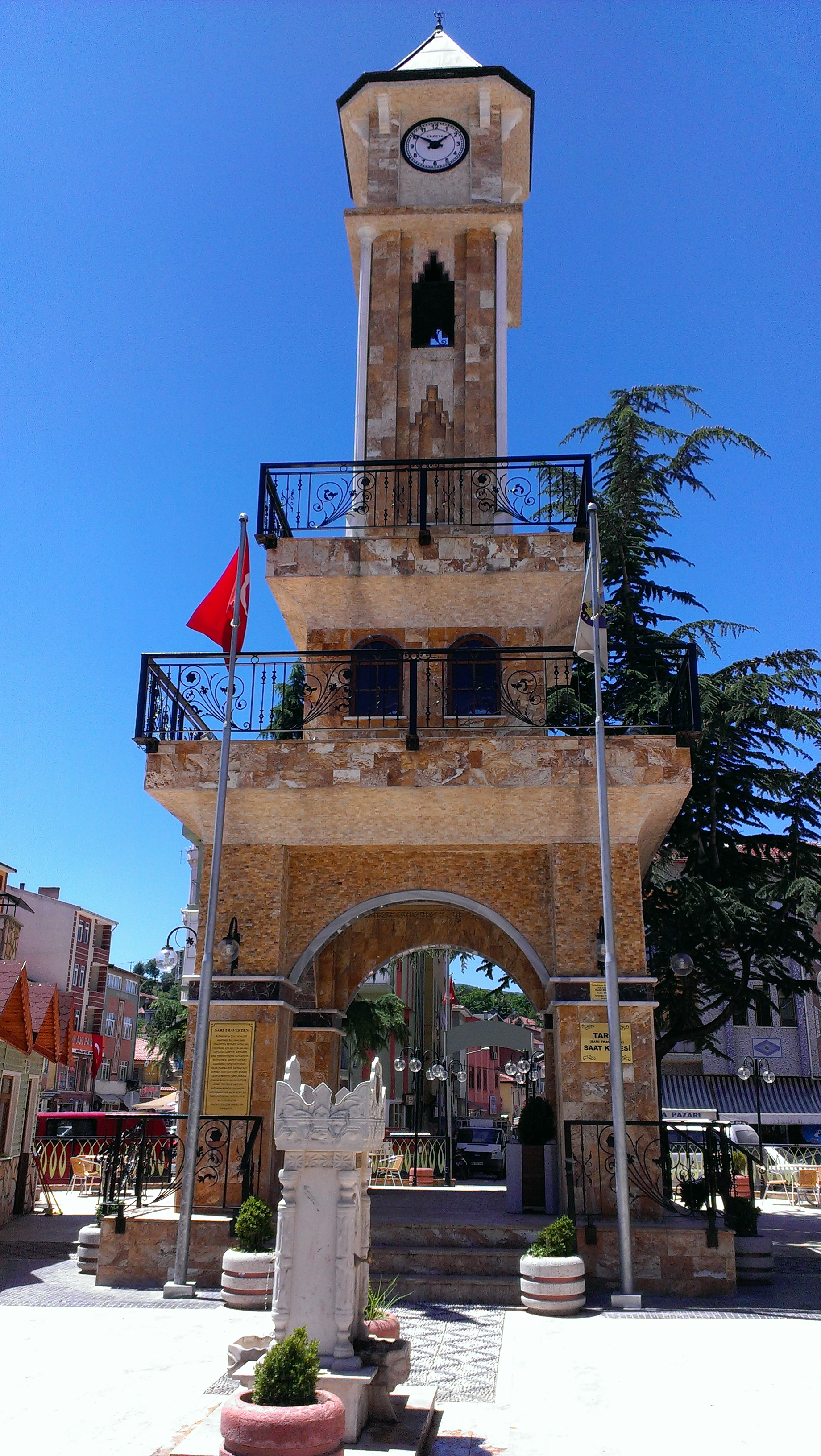
برج الساعة، 2013
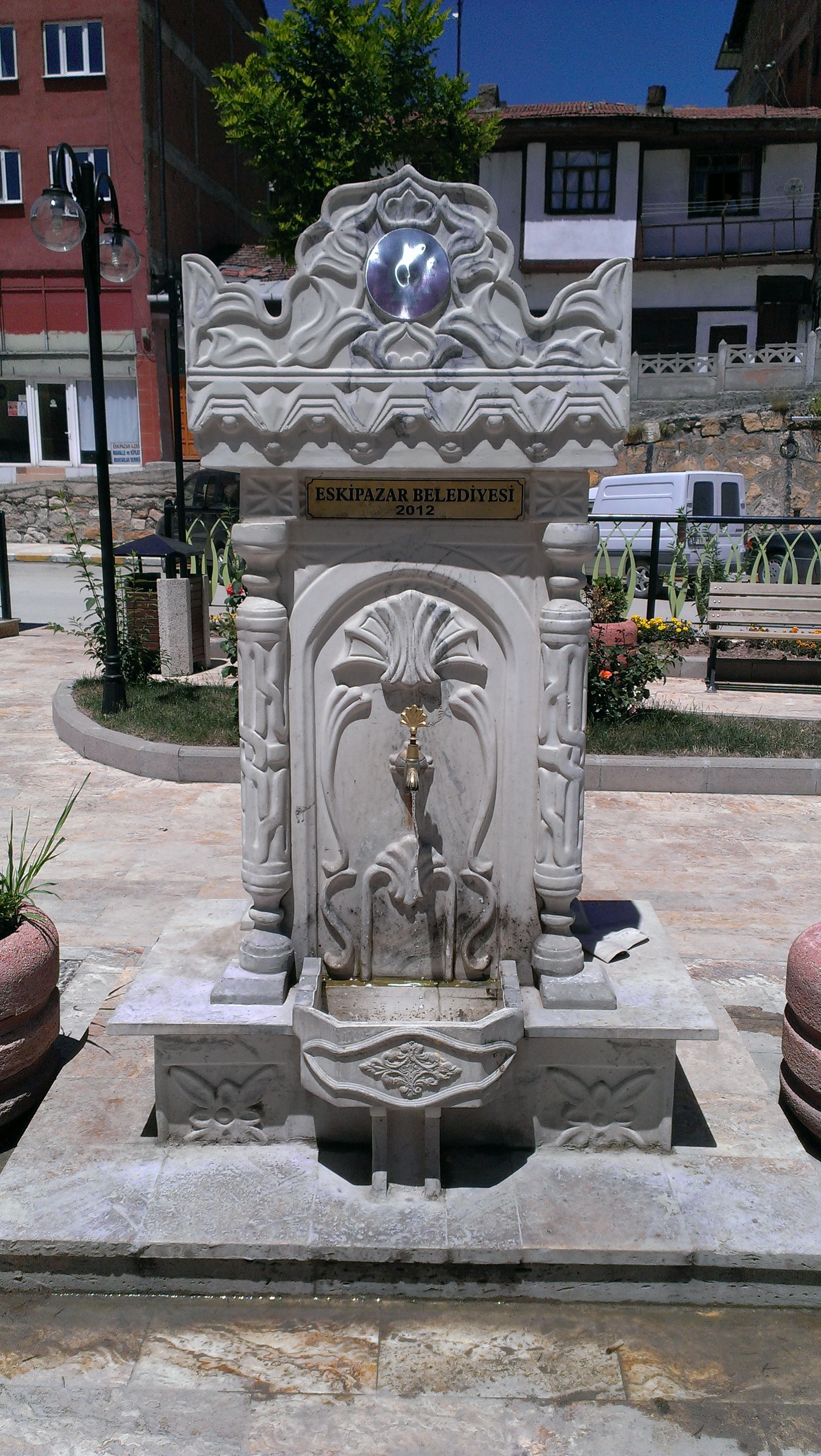
نافورة مياه 2013